# Nelsonville (Wisconsin)
Nelsonville es una villa ubicada en el condado de Portage en el estado estadounidense de Wisconsin. En el Censo de 2010 tenía una población de 155 habitantes y una densidad poblacional de 57,16 personas por km².

## Geografía
Nelsonville se encuentra ubicada en las coordenadas 44°29′25″N 89°18′13″O / 44.49028, -89.30361. Según la Oficina del Censo de los Estados Unidos, Nelsonville tiene una superficie total de 2.71 km², de la cual 2.67 km² corresponden a tierra firme y (1.53%) 0.04 km² es agua.

## Demografía
Según el censo de 2010, había 155 personas residiendo en Nelsonville. La densidad de población era de 57,16 hab./km². De los 155 habitantes, Nelsonville estaba compuesto por el 96.77% blancos, el 0.65% eran afroamericanos, el 0% eran amerindios, el 0% eran asiáticos, el 0% eran isleños del Pacífico, el 0.65% eran de otras razas y el 1.94% pertenecían a dos o más razas. Del total de la población el 1.29% eran hispanos o latinos de cualquier raza.